# Верхнє Турове
Верхнє Турове (рос. Верхнее Турово) — село у Нижньодівицькому районі Воронезької області Російської Федерації.
Населення становить 1384 особи. Входить до складу муніципального утворення Верхньотуровське сільське поселення.

## Історія
Населений пункт розташований у історичному регіоні Чорнозем'я. Від 1928 року належить до Нижньодівицького району, спочатку в складі Центрально-Чорноземної області, а від 1934 року — Воронезької області.
Згідно із законом від 15 жовтня 2004 року входить до складу муніципального утворення Верхньотуровське сільське поселення.

## Населення
| 1959  | 2010  | 2012  | 2013  | 2014  | 2015  | 2016  |
| ----- | ----- | ----- | ----- | ----- | ----- | ----- |
| 5168  | ↘1459 | ↘1434 | ↘1418 | ↘1403 | ↘1377 | ↘1364 |
| 2017  | 2018  |       |       |       |       |       |
| ↘1363 | ↗1384 |       |       |       |       |       |